# Distrikter i Japan
Distriktet (japansk: 郡, gun) var en lokal administrativ enhed i Japan mellem 1878 og 1921. Distrikterne har ikke længere en politisk eller administrativ funktion. De er kun vigtige for det japanske postvæsen, der bruger klassificeringen til identifikation af byernes og landsbyernes placering. Distriktet ligger mellem kommunens og præfekturets niveau. Byer er direkte afhængige af præfekturerne og er uafhængige af distrikterne.

## Historie
Distriktet blev oprindeligt kaldt Kōri og har gamle rødder i Japan. Efter Nihonshoki blev de etableret under Taika-reformer (året 645). Under Taihō-koden var den administrative enhed i provinsen (国, kuni) over distriktet, og landsbyen (里 eller 郷, sato) var under distriktet.